# Little Nellie Kelly
Little Nellie Kelly (bra: Amor de Pequena) é um filme de comédia musical estadunidense de 1940 dirigido por Norman Taurog. O filme é baseado no musical teatral de mesmo nome de George M. Cohan. É estrelado por Judy Garland, George Murphy, Charles Winninger e Douglas McPhail.

## Elenco
- Judy Garland como Nellie Noonan Kelly/Little Nellie Kelly
- George Murphy como Jerry Kelly
- Charles Winninger como Michael "Mike" Noonan
- Douglas McPhail como Dennis Fogarty
- Arthur Shields como Timothy Fogarty
- Rita Page como Sra. Mary Fogarty
- Forrester Harvey como Moriarity
- James Burke como Policial McGowan
- George Watts como Sr. Keevan